# Museu del Mar i de la Sal
El Museu del Mar i de la Sal de Torrevella (Baix Segura, País Valencià) és un museu fonamentalment etnològic dedicat a Torrevella i a la seua essència marinera i salinera que va ser inaugurat en 1995.
Compta amb seccions dedicades a arqueologia submarina, les salines, pesca artesanal, navegació de cabotatge, veleria, fusteria de ribera, armada, artesania salinera i taller del museu.
S'exposen des de les peces arqueològiques oposades al litoral a les seccions etnològiques en les quals s'expliquen i il·lustren diverses tasques del mar i de la sal i la seua evolució al llarg del temps.